# 板橋無線送信所

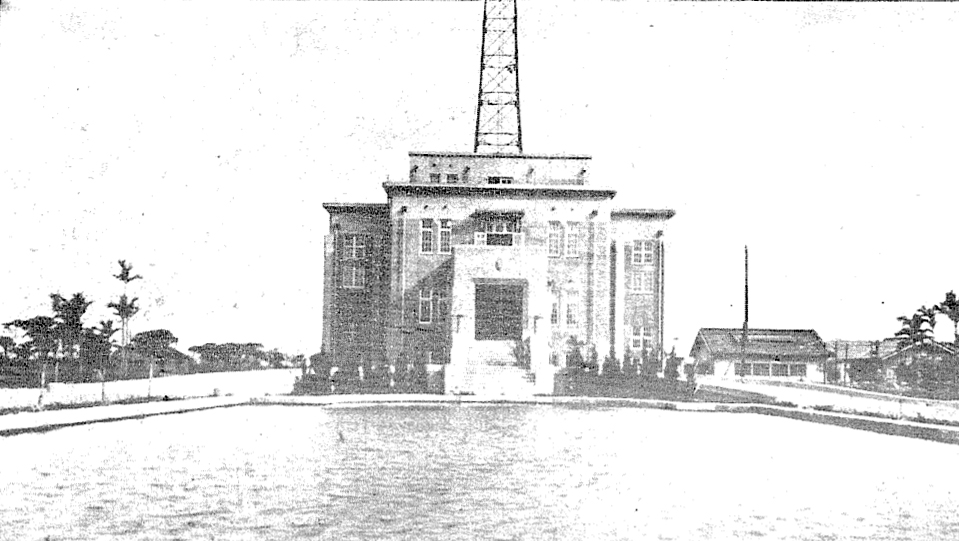
板橋無線送信所局舍

25°00′28″N 121°27′59″E / 25.007662°N 121.466331°E板橋無線送信所為台灣日治時期設立的無線通信設施之一，隸屬於遞信部臺北電信局。其局舍仍存於新北市板橋區的中華電信學院內。

## 介紹
無線電作為一種長途通訊的方式，其功能包含電報通信、無線電廣播、對空通信、航行標識測向、長途電話和軍事用途。台灣日治時期的各地設有電信局掌管電信事業，台北電信局成立於1929年，與臺北郵局共用同廳舍，並管轄「板橋無線送信所」與「淡水無線受信所」。
板橋無線送信所興建於1927年9月19日，1928年9月12日完工，為一棟三層樓的現代式樣建築，臺灣總督府技師栗山俊一所設計，其高聳的電塔為當時板橋街的地標之一。除了板橋無線送信所局舍外，在一旁亦建造了所長官舍和職員宿舍。板橋無線送信所完工後，其南側則在1929年興建了板橋放送所，做為專門的無線廣播的發射站。

## 空間配置
- 地下室：廁所、浴室、電池室、薪炭庫
- 一樓：玄關、接待室、應接室、洗臉室、值班室、置物室接待室、
- 二樓：發信室、線圈室、所長室、事務室
- 三樓：研究室、事務室[3]